# 北岡徹
北岡 徹（きたおか とおる、1923年（大正12年）5月20日 - 2013年（平成25年）12月21日）は日本の実業家、元日本セメント（現・太平洋セメント）社長、元日本コンクリート工学協会会長。愛媛県出身。

## 略歴
- 1923年（大正12年） - 聖人の長男として生まれる。
- 1946年（昭和21年） - 東京大学機械科を卒業、日本セメントへ入社。
- 1976年（昭和51年） - 同社代表取締役に就任。
- 1979年（昭和54年） - 同社代表取締役常務に就任。
- 1980年（昭和55年） - 同社代表取締役専務に就任。
- 1982年（昭和57年） - 同社代表取締役社長に就任。
- 1988年（昭和63年） - 日本コンクリート工学協会会長に就任。
- 1996年（平成8年） - 日本建材・住宅設備産業協会会長に就任
- 2013年（平成25年）12月21日 - 肺炎のため、自宅で死去。90歳。[1]

## 参考
- 交詢社 第69版 『日本紳士録』 1986年